# فهرست فرودگاه‌های موزامبیک
این مقاله شامل فهرست فرودگاه‌های موزامبیک است که بر پایهٔ مکان قرارگیری آن‌ها مرتب شده است.

## فرودگاه‌ها
| شهر                         | ایکائو | یاتا | نام فرودگاه                           | مختصات                                                        |
| --------------------------- | ------ | ---- | ------------------------------------- | ------------------------------------------------------------- |
| Angoche                     | FQAG   | ANO  | فرودگاه آنگوچ                         | ۱۶°۱۰′۵۵″ جنوبی ۳۹°۵۶′۴۱″ شرقی / ۱۶٫۱۸۱۹۴°جنوبی ۳۹٫۹۴۴۷۲°شرقی |
| Bazaruto Island             |        | BZB  | فرودگاه بازاروتو آیلند                |                                                               |
| Beira                       | FQBR   | BEW  | فرودگاه بیرا                          | ۱۹°۴۷′۴۷″ جنوبی ۳۴°۵۴′۲۷″ شرقی / ۱۹٫۷۹۶۳۹°جنوبی ۳۴٫۹۰۷۵۰°شرقی |
| Benguera Island             |        | BCW  | فرودگاه جزیره بنگورا                  |                                                               |
| Bilene                      | FQBI   |      | Bilene Airport                        | ۲۵°۱۵′۵۸″ جنوبی ۳۳°۱۴′۱۹″ شرقی / ۲۵٫۲۶۶۱۱°جنوبی ۳۳٫۲۳۸۶۱°شرقی |
| Chimoio                     | FQCH   | VPY  | Chimoio Airport                       | ۱۹°۰۹′۰۴″ جنوبی ۳۳°۲۵′۴۴″ شرقی / ۱۹٫۱۵۱۱۱°جنوبی ۳۳٫۴۲۸۸۹°شرقی |
| Cuamba                      | FQCB   | FXO  | فرودگاه کوامبا                        | ۱۴°۴۹′۰۲″ جنوبی ۳۶°۳۱′۵۴″ شرقی / ۱۴٫۸۱۷۲۲°جنوبی ۳۶٫۵۳۱۶۷°شرقی |
| Inhaca                      | FQIA   |      | فرودگاه اینهاکا                       | ۲۵°۵۹′۵۲″ جنوبی ۳۲°۵۵′۴۵″ شرقی / ۲۵٫۹۹۷۷۸°جنوبی ۳۲٫۹۲۹۱۷°شرقی |
| Indigo Bay, Bazaruto Island |        | IBL  | فرودگاه ایندیگو بی لاج                |                                                               |
| اینهامبانه                  | FQIN   | INH  | فرودگاه اینهامبانه                    | ۲۳°۵۲′۳۵″ جنوبی ۳۵°۲۴′۳۰″ شرقی / ۲۳٫۸۷۶۳۹°جنوبی ۳۵٫۴۰۸۳۳°شرقی |
| Lichinga                    | FQLC   | VXC  | Lichinga Airport                      | ۱۳°۱۶′۲۶″ جنوبی ۳۵°۱۵′۵۸″ شرقی / ۱۳٫۲۷۳۸۹°جنوبی ۳۵٫۲۶۶۱۱°شرقی |
| Lumbo                       | FQLU   |      | Lumbo Airport                         | ۱۵°۰۱′۵۹″ جنوبی ۴۰°۴۰′۱۸″ شرقی / ۱۵٫۰۳۳۰۶°جنوبی ۴۰٫۶۷۱۶۷°شرقی |
| ماپوتو                      | FQMA   | MPM  | فرودگاه بین‌المللی ماپوتو              | ۲۵°۵۵′۱۵″ جنوبی ۳۲°۳۴′۲۱″ شرقی / ۲۵٫۹۲۰۸۳°جنوبی ۳۲٫۵۷۲۵۰°شرقی |
| Marrupa                     | FQMR   |      | Marrupa Airport                       | ۱۳°۱۳′۳۰″ جنوبی ۳۷°۳۳′۰۷″ شرقی / ۱۳٫۲۲۵۰۰°جنوبی ۳۷٫۵۵۱۹۴°شرقی |
| Moçimboa da Praia           | FQMP   | MZB  | فرودگاه موچیمبوا دا پرایا             | ۱۱°۲۱′۴۲″ جنوبی ۴۰°۲۱′۱۷″ شرقی / ۱۱٫۳۶۱۶۷°جنوبی ۴۰٫۳۵۴۷۲°شرقی |
| Mueda                       | FQMD   | MUD  | Mueda Airport                         | ۱۱°۴۰′۲۲″ جنوبی ۳۹°۳۳′۴۷″ شرقی / ۱۱٫۶۷۲۷۸°جنوبی ۳۹٫۵۶۳۰۶°شرقی |
| Nacala                      | FQNC   | MNC  | فرودگاه ناکالا                        | ۱۴°۲۹′۱۷″ جنوبی ۴۰°۴۲′۴۴″ شرقی / ۱۴٫۴۸۸۰۶°جنوبی ۴۰٫۷۱۲۲۲°شرقی |
| نامپولا                     | FQNP   | APL  | فرودگاه ناموپلا                       | ۱۵°۰۶′۲۰″ جنوبی ۳۹°۱۶′۵۴″ شرقی / ۱۵٫۱۰۵۵۶°جنوبی ۳۹٫۲۸۱۶۷°شرقی |
| Pemba / Porto Amelia        | FQPB   | POL  | فرودگاه پمبا، موزامبیک                | ۱۲°۵۹′۱۲″ جنوبی ۴۰°۳۱′۲۰″ شرقی / ۱۲٫۹۸۶۶۷°جنوبی ۴۰٫۵۲۲۲۲°شرقی |
| Ponta do Ouro               | FQPO   | PDD  | Ponta do Ouro Airport                 | ۲۶°۴۹′۳۶″ جنوبی ۳۲°۵۰′۱۸″ شرقی / ۲۶٫۸۲۶۶۷°جنوبی ۳۲٫۸۳۸۳۳°شرقی |
| Quelimane                   | FQQL   | UEL  | فرودگاه کوئلیمین                      | ۱۷°۵۱′۱۹″ جنوبی ۳۶°۵۲′۰۸″ شرقی / ۱۷٫۸۵۵۲۸°جنوبی ۳۶٫۸۶۸۸۹°شرقی |
| سنگو، آنگولا                | FQSG   |      | Songo Airport                         | ۱۵°۳۶′۰۹″ جنوبی ۳۲°۴۶′۲۳″ شرقی / ۱۵٫۶۰۲۵۰°جنوبی ۳۲٫۷۷۳۰۶°شرقی |
| Tete                        | FQTT   | TET  | فرودگاه چینگوزی                       | ۱۶°۰۶′۱۷″ جنوبی ۳۳°۳۸′۲۴″ شرقی / ۱۶٫۱۰۴۷۲°جنوبی ۳۳٫۶۴۰۰۰°شرقی |
| Ulongwe                     | FQUG   |      | Ulongwe Airport                       | ۱۴°۴۲′۱۶″ جنوبی ۳۴°۲۱′۰۸″ شرقی / ۱۴٫۷۰۴۴۴°جنوبی ۳۴٫۳۵۲۲۲°شرقی |
| Vilanculos (Vilankulo)      | FQVL   | VNX  | فرودگاه ویلنکولو (Vilanculos Airport) | ۲۲°۰۱′۰۶″ جنوبی ۳۵°۱۸′۴۷″ شرقی / ۲۲٫۰۱۸۳۳°جنوبی ۳۵٫۳۱۳۰۶°شرقی |